# Lua de Cristal
Lua de Cristal é um filme brasileiro de 1990 dos gêneros aventura, fantasia e comédia romântica dirigido por Tizuka Yamasaki e estrelado por Xuxa e Sérgio Mallandro. Com mais de 5,1 milhões de espectadores, foi o filme brasileiro mais assistido de toda a década de 1990.
Em 2024, foi anunciado que uma sequência de "Lua de Cristal" está sendo desenvolvida em parceria com a Globo, com a expectativa de que o projeto ganhe vida em 2025.

## Enredo
Maria da Graça (Xuxa Meneghel) é uma jovem bonita e sonhadora que se muda para a cidade grande com a intenção de fazer aulas de canto. Lá, ela se hospeda na casa de sua tia Zuleika (Marilu Bueno) e seus primos Lidinha (Júlia Lemmertz) e Mauricinho (Avelar Love), que vivem atormentando sua vida, fazendo-a trabalhar como uma escrava. Por ser um tanto ingênua e tímida, Maria vive caindo nas armações de Lidinha; enquanto é alvo das constantes cantadas de Mauricinho, ao que ela rejeita; tendo de suportar também os detestáveis amigos deste, enquanto não consegue se adaptar á cidade. Porém, em meio a tantos problemas, Maria conhece a pequena Duda (Duda Little), sua vizinha; e o desajeitado Bob (Sérgio Mallandro), que se tornam seus amigos. Bob é a materialização do príncipe de Maria em seus sonhos, e este a ajudará a conseguir emprego em sua lanchonete e a transformará na estrela de um show.

## Elenco e personagens
- Maria da Graça (Xuxa Meneghel) – Maria é uma jovem bonita e sonhadora que, desde a infância, almeja ser uma grande cantora. No entanto, sua timidez extrema sempre a impediu de realizar esse sonho, fazendo-a evitar concursos musicais e apresentações escolares, mesmo desejando mostrar seu talento. Ela vive em uma pequena cidade do interior com sua mãe, Cotinha, e nunca conheceu seu pai, que não é mencionado nem no filme. Decidida a mudar sua vida, Maria se muda para a cidade grande, onde pretende fazer aulas de canto e se tornar uma estrela da música. Ingênua em relação aos costumes urbanos, ela enfrenta dificuldades para se adaptar às novas rotinas, mas logo revela seu talento, atraindo a atenção de pessoas ao seu redor. Apesar de já ser adulta, Maria ainda é fascinada por contos de fadas e sonha com o seu príncipe encantado.
- Bob (Sérgio Mallandro) – Bob é um rapaz desajeitado que trabalha na famosa lanchonete "Babalú". Como braço direito de Bartô, o dono do local, ele está sempre disposto a ajudar nas tarefas e responsabilidades, atuando como entregador de pizzas, barman e instrutor dos novos funcionários, além de cuidar da lanchonete na ausência do chefe. Apesar de suas boas intenções, Bob é desastrado e frequentemente comete gafes enquanto tenta desempenhar suas funções. Com um jeito nerd e certinho, ele sofre bullying de clientes indesejáveis, como Mauricinho e seus amigos, mas ainda assim é querido e respeitado por outros. Ao conhecer Maria, Bob se encanta com sua beleza e simpatia, enquanto ela o considera engraçado. Ele é quem garante seu emprego na lanchonete, sem saber que é a personificação do príncipe encantado que aparece em seus sonhos.
- Maria Eduarda "Duda" (Duda Little) – Duda é a vizinha de Maria, uma criança de cerca de 8 anos, esperta e cheia de energia. Sempre vestida com camisetões e andando de skate, ela adora se divertir e aprontar travessuras, especialmente com Zuleika, a tia de Maria e síndica do prédio. Duda gosta de tocar a campainha e sair correndo, além de tirar o interfone do gancho, o que deixa Zuleika e seus filhos irritados; a menina até imagina que a senhora é uma bruxa. Quando Duda conhece Maria, as duas se tornam grandes amigas. Sensível à situação difícil de Maria na casa da tia, Duda a incentiva a buscar sua independência e a realizar seus sonhos. Frequentadora assídua da lanchonete Babalú, Duda costuma ajudar por lá, embora suas travessuras às vezes atrapalhem Bob.
- Júnior "Mauricinho" (Avellar Love) - Mauricinho é o primo de Maria e representa o estereótipo do playboy valentão: abusado e folgado. Vestindo-se como um motoqueiro, ele é o líder de uma gangue de punks arruaceiros. Sempre à procura de atenção, Mauricinho tenta conquistar Maria com cantadas, mas ela o rejeita constantemente, fugindo dele e desprezando seus amigos, que também se sentem atraídos por sua beleza. Diferente de sua mãe e irmã, Mauricinho não coloca Maria para fazer tarefas domésticas; ao invés disso, sugere que ela trabalhe menos e tenha mais tempo para flertar com ele. Junto com sua gangue, ele invade a lanchonete Babalú, onde causam confusão, sujam o local, roubam lanches e pertencentes dos clientes, desafiando a paciência dos funcionários e ameaçando fechar o lugar. Mauricinho e seus amigos não perdem a oportunidade de atormentar Bob, o funcionário atrapalhado da lanchonete, com provocações e bullying, chamando-o de "palhaço" e intensificando as intimidações ao perceber o interesse de Maria por ele. Sua presença se torna insuportável para todos ao redor. Mauricinho é interpretado pelo cantor Avellar Love, e seus comparsas são membros da banda João Penca e Seus Miquinhos Amestrados.
- Maria Lídia "Lidinha" (Júlia Lemmertz) – Lidinha é a irmã mais velha de Mauricinho e prima de Maria, representando a típica patricinha: fofoqueira e falsa. Junto com sua mãe, ela transforma a vida de Maria em um verdadeiro inferno, obrigando-a a trabalhar incessantemente como se fosse a empregada da casa. Lidinha explora a ingenuidade da prima, pregando peças e aumentando suas tarefas. Frequentadora de festas badaladas, geralmente acompanhada de Mauricinho e seus amigos, ela volta para casa tarde da noite, deixando Maria com a responsabilidade de limpar a bagunça. Quando sua mãe é hospitalizada, Lidinha se autoproclama a nova síndica, impondo regras rigorosas aos moradores, sendo ainda mais severa com Maria. Em um momento de autodescoberta, Maria cultiva uma planta de estimação que se torna sua confidente, onde compartilha seus segredos. Lidinha, no entanto, odeia a planta e ameaça cortá-la se Maria não se livrar dela. Curiosamente, Lidinha costuma chamar Mauricinho de "Junior", algo que o rapaz detesta e sempre a corrige.
- Tia Zuleika (Marilu Bueno) – Zuleika é a mãe de Lidinha e Mauricinho, além de ser tia de Maria. Com cerca de 50 anos, ela é uma senhora obesa que atua como síndica do prédio onde moram. Zuleika se apresenta como a autêntica imagem de uma bruxa, e é assim que as crianças a tratam, refletindo seu comportamento autoritário e controlador. Suas interações com Maria evocam contos de fadas, onde a bruxa (Zuleika) conspira contra a princesa (Maria). Lidinha, que herda a natureza falsa e interesseira da mãe, é tão grosseira com os empregados quanto Zuleika. Ambas são conhecidas por sua desorganização, apesar de exigirem rigor dos outros. Zuleika e seus filhos são amplamente detestados por todos que a conhecem, consolidando ainda mais seu papel como antagonistas na vida de Maria.
- Bartolomeu "Seu Bartô" (Cláudio Mamberti) – Bartô é o dono da lanchonete Babalú e chefe de Bob, que frequentemente é visitada pelos amigos e colegas de canto de Maria. Com cerca de 50 anos, Bartô é um senhor obeso que impõe disciplina tanto aos clientes quanto aos empregados. Apesar de sua aparência rígida, ele é uma pessoa de bom coração e bastante boa praça. Quando precisa se ausentar, Bartô confia a responsabilidade da lanchonete a Bob, embora seja exigente devido às trapalhadas do jovem. Ele não tolera clientes caloteiros e fica especialmente irritado com a visita de Lidinha, Mauricinho ou qualquer outro arruaceiro, garantindo que Babalú mantenha um ambiente respeitável.
- Prof. Uirapuru (Rubens Correia) – Uirapuru é o diretor da escola de música onde Maria se matricula, além de ser seu professor. Ele é responsável por testar a voz da jovem e alocá-la em sua classe de canto, dando aulas pela manhã antes de Maria ir trabalhar na lanchonete. Como um senhor intelectual, Uirapuru é calmo e sereno, mas também muito perfeccionista e exigente com seus alunos, exigindo que eles estejam sempre atentos às suas lições. A escola de música que ele administra é ampla e possui belos jardins à beira de um lago, onde algumas aulas são realizadas ao ar livre. Durante essas aulas, Uirapuru ensina técnicas de canto que se baseiam no canto dos pássaros, que são observados durante os treinos. Assim como todos os professores e funcionários da escola, ele recebe apelidos inspirados em aves, refletindo sua paixão pela música e pela natureza.
- Dona Cotinha (Leina Krespi) – Cotinha é a mãe de Maria e irmã mais velha de Zuleika, tornando-se também tia de Lidinha e Mauricinho. Ela é uma senhora que aparenta ser humilde e sofrida, marcada pelo tempo. No início do filme, Maria vive com ela em uma pequena cidade do interior, antes de se mudar para a cidade grande. Durante a infância de Maria, Cotinha sempre a incentivou a participar de concursos musicais, mas a pressão de figuras autoritárias e a extrema timidez da filha a faziam fugir das apresentações. Agora, já mais velha, Maria recebe de sua mãe o dinheiro inicial para pagar suas aulas de canto e se sustentar na nova cidade, onde irá morar com sua tia. O pai de Maria, e marido de Cotinha, nunca é mencionado no filme, permanecendo um mistério.
- Dona Rolinha (Thelma Reston) – A principal secretária da escola de música é uma mulher simpática de meia-idade, que acolhe Maria calorosamente e a recomenda para aulas com o Professor Uirapuru. Assim como os demais funcionários, ela também recebe um apelido inspirado em um pássaro.
- Priscilla (Priscilla Couto) – Priscilla é aparentemente a melhor amiga de Duda. Doce e vaidosa, ela é aluna de Uirapuru e costuma frequentar a lanchonete Babalú. Priscilla é quem apresenta Maria aos outros alunos da escola. Um pouco intrometida, ela adora interromper casais em momentos românticos, fazendo isso apenas por pura pirraça.
- Robson (Robson Barros) – Esse jovem, da mesma idade que a maioria dos personagens do filme, é um frequentador assíduo da lanchonete Babalú e também estuda na escola de canto. Atlântico e atraente, ele se destaca por seu jeito galanteador em algumas situações. Corajoso, é um dos poucos que enfrenta Mauricinho e sua gangue sem hesitar.
- Cátia (Cátia Paganote) – Aluna da escola de canto, um pouco mais velha que Priscilla. É bastante exibida e adora bancar a aluna aplicada, incomodando os demais amigos. Bastante feminina e romântica, possui um diário pessoal que é roubado pelos capangas de Mauricinho na lanchonete em certo ponto do filme, e ela a princípio acredita ter sido roubado por Robson, num ato de brincadeira de mau gosto.
- Paquitos e Paquitas – São os demais alunos da escola e frequentadores da lanchonete que possuem certa amizade com Maria e os demais amigos.
- Super Saliva (Michael Sullivan) – O cantor e produtor musical Michael Sullivan, que produziu a trilha sonora do filme, faz uma ponta como Super Saliva, frequentador assíduo da lanchonete Babalú, bastante querido por Bob e pelos demais funcionários. É ele quem experimenta e aprova o sanduíche feito por Maria, que garante sua contratação na lanchonete.

## Produção
O filme inicialmente recebeu o título de Xuxa e a Turma Invencível. A música-tema, intitulada "Lua de Cristal", foi composta por Michael Sullivan e Paulo Massadas. Xuxa ficou encantada pela canção, achando que refletia sua história e a do filme, levando à mudança do título para o nome da música. Duda Little, que fez figuração em Super Xuxa contra Baixo Astral e era repórter do Xou da Xuxa, é uma figura marcante na produção. Todas as Paquitas e Paquitos da época também participaram do filme, e Bianca Rinaldi, que se juntou ao grupo no final de março, aparece apenas na última cena, pois as filmagens terminaram em abril.
A diretora Tizuka Yamasaki abriu mão de seu salário para concluir o projeto, uma vez que metade do orçamento do filme foi confiscada pelo Plano Collor.

### Lançamento
O lançamento de Lua de Cristal contou com uma mega-promoção. A pré-estreia ocorreu no dia 15 de junho de 1990, no Cine Marabá, em São Paulo, e reuniu 1.500 crianças da Febem, que desfrutaram de um breve show, lanches e a presença de Sérgio Mallandro, Paquitas e Paquitos, além de fotos autografadas. Em Maceió, no dia 18 de junho de 1990, uma nova pré-estreia contou com a presença da primeira-dama da época, Rosane Collor, acompanhada por 500 crianças da LBA.
Para a estreia oficial, realizada em 21 de junho de 1990, Xuxa, em parceria com a LBA, lançou a campanha "Doa a quem dói": em todo o Brasil, o ingresso era um quilo de alimento, que a LBA se encarregaria de distribuir posteriormente. Xuxa e Rosane Collor receberam o primeiro quilo de alimento da primeira sessão no cinema Art-Casashopping 2, no Rio de Janeiro, às 13h30. Lua de Cristal teve o maior público no primeiro fim de semana de estreia, com 920 mil espectadores. O Jornal Nacional fez uma matéria sobre a estreia em São Paulo, na qual Xuxa compareceu, ao lado de Sérgio Mallandro, vestindo a mesma roupa que usou na milésima edição do Xou da Xuxa.

## Recepção

### Crítica
Em sua crítica para o Jornal do Brasil, Rogério Durst avaliou Lua de Cristal negativamente, afirmando que a diretora Tizuka Yamasaki "trabalhou com roteiro e interpretações de idade mental inferiores a cinco anos" e que as crianças menores de 10 anos arrastariam "os pais de 40 para as piores uma hora e meia do ano". Durst ainda comentou que o filme "parece A Gata Borralheira e Branca de Neve, mas é apenas um amontoado de chavões cheios de pieguice". Segundo ele, o objetivo era arrancar risos e lágrimas das crianças de forma rápida, sem se preocupar com o raciocínio. O jornalista também mencionou a fotografia do filme, que classificou como "eficiente", e criticou a atuação de Xuxa, afirmando que ela não convenceu no papel de gata borralheira. Chegou a comentar sobre a aparência de Xuxa, chamando sua beleza de "anoréxica", e acrescentou: "[a] julgar pelas calças vazias que a moça desfila ao longo do filme, bem que ela precisa de uma graninha para melhorar sua dieta alimentar".
Um ano após seu lançamento, o filme foi incluído no guia Vídeo Infantil da coleção Guias Práticos Nova Cultural, recebendo duas estrelas, o que significava 'regular'. A resenha destacou: "Em seu filme anterior, Super Xuxa contra o Baixo Astral, a estrela dos baixinhos ensinou que o amor vence o mal; em Lua de Cristal, ela defende que as pessoas precisam acreditar em seus sonhos até o fim. Há momentos inspirados e muito 'na moda' (o visual e a narrativa estilo videoclipe), mas o filme ultrapassa seus limites artísticos: é um verdadeiro fenômeno de marketing. Isso, porém, pouco interessa às crianças, que adoram tudo que está ligado a Xuxa. É um conto de fadas simpático, mas não escapa da velha fórmula de luta entre o bem e o mal, tão característica das histórias infantis".
Décadas após o lançamento, Renato Cabral, em sua crítica para o Papo de Cinema, destacou: "As produções estreladas e produzidas por Xuxa Meneghel podem não ser as mais respeitadas do cinema nacional ao analisarmos a técnica e a linguagem cinematográfica. Geralmente, observamos altos números de espectadores e uma contribuição para a tentativa de uma indústria nacional. Os filmes da apresentadora, em sua maioria, caíram nas mãos de diretores e roteiristas ligados à televisão, resultando em produtos um tanto superficiais e pobres. No entanto, um dos raros momentos em que a rainha dos baixinhos conseguiu entregar à sua plateia algo mais bem elaborado foi, sem dúvida, em Lua de Cristal".

### Bilheteria
Na semana de estreia, Lua de Cristal entrou em circuito em 137 cinemas e arrecadou 725.300 dólares, segundo o The Hollywood Reporter. O filme se destacou como a maior bilheteira da década de 1990 no Brasil, com cinco milhões e 100 mil espectadores, tornando-se a sétima maior bilheteira do país na época.
O filme manteve o recorde de maior venda de ingressos por 16 anos na história do cinema brasileiro, com mais de 920.000 espectadores na primeira semana. Esse recorde foi superado em 2005 pelo filme Dois Filhos de Francisco.

## Lançamento

### Home Video
Lua de Cristal foi lançado em VHS pela Globo Vídeo enquanto ainda estava em cartaz nos cinemas, em agosto de 1990. Em 1998, o jornal O Globo lançou a coleção "O Globo no Cinema", e o VHS do filme foi reeditado e incluído na coleção. A edição de 28 de março de 1998 trouxe o VHS por R$3,90 adicionais. Para este lançamento, a capa foi adaptada para uma luva de papelão e incluía um pôster como brinde.
Em 2001, o filme foi lançado em DVD pela Som Livre. Para essa edição, foram gravadas entrevistas recentes com Xuxa e a equipe técnica que participou do filme, que foram incluídas como extras, já que não havia material de making of disponível da época. Entre os extras do DVD, foi incluído um DVD-KÊ, que traz uma seleção de faixas da trilha sonora nas versões original e karaokê, com acompanhamento instrumental. As músicas incluem: "Lua de Cristal", "Conto de Fadas", "Verde Que Te Quero Verde", "Mangas de Fora", "O Bob Não é Bobo" e "Achados e Perdidos".
Em 30 de novembro de 2017, a Bretz Filmes relançou o filme em um box de DVD junto com Super Xuxa contra Baixo Astral. O box contém dois DVDs, um para cada filme, mas, ao contrário do lançamento da Som Livre, não inclui extras ou making of.

## Trilha sonora
Havia planos para o lançamento da trilha sonora de Lua de Cristal, mas Xuxa comentou: "Não podemos lançar a trilha agora para não prejudicar o novo LP." O novo LP ao qual se referia era Xuxa 5. No entanto, um lançamento oficial da trilha sonora nunca ocorreu. O novo LP ao qual ela se referira era o Xuxa 5. Eis que um lançamento oficial da trilha sonora nunca aconteceu.
1. "Lua de Cristal" - Michael Sullivan e Paulo Massadas
2. "Dança da Vida" - Michael Sullivan & Paulo Massadas
3. "A Cidade" - Cláudio Negão
4. "Verde que Te Quero Verde" - Xuxa
5. "Contos de Fadas" - Xuxa
6. "Dragão da Gang" - João Penca e Seus Miquinhos Amestrados
7. "Mangas de Fora" - Paquitas
8. "O Bob não é Bobo" - Sérgio Mallandro e Paquitas
9. "Achados e Perdidos" - Silvinho
10. "Chá com Porradas" - Paquitos
11. "Tema da 'Morte' da Maria da Graça" (instrumental) - Ary Spearling
12. "Diga Alô" - Funk Brasil